# Cantó de Vernon-Sud
El cantó de Vernon-Sud és una antiga divisió administrativa francesa del departament de l'Eure, situat al districte d'Évreux. Té 7 municipis i el cap es Vernon. Va existir de 1982 a 2015.

## Municipis
- Douains
- La Heunière
- Houlbec-Cocherel
- Mercey
- Rouvray
- Saint-Vincent-des-Bois
- Vernon

## Història
| Data d'elecció                           | Identitat         | Partit           | Qualitat |
| ---------------------------------------- | ----------------- | ---------------- | -------- |
| 1982-1993                                | Jean-Claude Asphe | RPR              |          |
| 1993-2015                                | Claude Lacout     | RPR, després UMP |          |
| les dades anteriors no són pas conegudes |                   |                  |          |